# Turk Telekom
«Тюрк Телеком» (тур. Türk Telekom) — державна турецька телекомунікаційна компанія. У 1995 році була відокремлена від турецької поштової служби. У листопаді 2005 року приватизована Oger Телеком. Штаб-квартира  знаходиться в Анкарі.
Türk Telekom Group надає комплексні телекомунікаційні послуги від PSTN, GSM широкої інтернет групи. Станом на 30 вересня 2009 року група компаній Türk Telekom мала 16,8 млн клієнтів PSTN, 6 млн - ADSL і 12,1 млн - GSM.
З мережею інфраструктури, що охоплює всю країну, група пропонує широкий спектр послуг для особистих і корпоративних клієнтів. Turk Telekom, який є власником 99,9 % акцій компанії TTNET, Argela, Innova, Себит A. Ş. і AssisTT, також є власником 81 % акцій підприємства Avea, одного із трьох GSM операторів Туреччини. Turk Telekom також має частки в Albtelecom в Албанії. 55 % акцій Turk Telekom належить Огер Telekomunikasyon A. Ş. і 30 % - Державному казначейству Туреччини. Решту акцій (15 %) було виставлено у публічний продаж.

## Історія
- 23 лютого 1994 — Туреччина бере на використання технологію GSM. У першу чергу, її експлуатують для абонентів в Анкарі, Стамбулі та Ізмірі.
- 24 квітня 1995 — з метою розділення телекомунікаційних та поштових послуг, заснованується компанія Türk Telekomünikasyon A.Ş.
- 27 квітня 1998 — GSM мережі передаються фірмам Turkcell і Telsim на 25 років за ліцензією.
- червень 1999 — Вводиться в експлуатацію ADSL (Asymmetric Digital Subscriber Line). Мета - підвищити якість звуку та зображення і покращити швидкість зв'язку.
- 2000 — кабельні інтернет-додатки інтегруються до кабельного телебачення.
- 2001
  - 8 січня — засновується Aycell Haberlesme Е. Pazarlama Hizmetleri AS.
  - 21 березня — Iş-TIM Telekomünikasyon Services Inc. починає працювати під комерційною назвою ARIA.
- 2004
  - 19 лютого — Компанія TT&TIM Communication Services Inc. створюється шляхом злиття GSM оператора Türk Telekom's GSM Operator Aycell та İŞ-TİM.
  - 15 жовтня — комерційна назва «TT&TIM Iletisim Hizmetleri A.S.» замінюється на «Avea Iletisim Hizmetleri A.S.»
  - 22 липня — створюється Türksat A.Ş., який починає працювати окремо від Turk Telekom.
- 14 листопада 2005 — завершується процес приватизації Turk Telekom і 55 % акцій Turk Telekom продаються Oger Telecoms Joint Venture Group.
- 15 вересня 2006 — Тюрк Телеком купує 40,56 % Avea iş-ТІМ за 500 млн доларів і збільшує свою долю в Avea до 81,12 %.
- 15 травня 2008 — завершується первинне публічне розміщення 15 % акцій Turk Telekom і починаються торги акцій на Стамбульській фондовій біржі.
- липень 2009 — Avea успішно запускає 3G-послуги.

## Група компаній
- TTNET, провідний Інтернет-провайдер Туреччини, надає ADSL, Dial-Up, Wi-Fi, G. SHDSL, ATM, Frame Relay і Metro Ethernet послуги доступу в Інтернеті для корпоративних і приватних клієнтів у 81 містах Туреччини.
- AVEA, єдиний GSM 1800 оператор мобільного зв'язку Туреччини, був заснований в 2004 році. Avea, наймолодший оператор Туреччини, володіє національним портфоліо із понад 12,5 мільйонів клієнтів. Надаючи послуги для 95,4 % населення Туреччини через мережу наступного покоління, компанія швидко росте і обслуговує корпоративних та індивідуальних клієнтів під маркою «Avea». Також постійно інвестує у технології, інфраструктуру, в управління та в розвиток своїх 2,500 співробітників. Підписавши договори про роумінг з 516 операторами у 189 країнах, компанія продовжує розширювати партнерства.
- Innova Bilisim Çözümleri A. Ş. надає послуги у багатьох сферах, від промисловості та розподілу фінансів до електрозв'язку. Незалежно від продукту та бренду, послуги Innova включають в себе весь спектр консультацій, дизайну-розробки додатків та інтеграції у ланцюг створення вартості.
- Компанія ARGELA продає програмне забезпечення та інформаційні технології для операторів зв'язку. 100 % акцій компанії, що розпочала діяльність у 2004 році, належать Turk Telekomunikasyon AS, одному із найвпливовіших операторів у світі. Сьогодні, як і раніше, продукцію ARGELA продовжують використовувати важливі оператори 6 країн. Центральний офіс ARGELA знаходиться в Стамбулі. Також існують філії в Анкарі, США і Дубаї.
- Свою діяльність Себит Eğitim Е. Bilgi Teknolojileri A. Ş. почав у 1988 році, заснувавши мультимедійну лабораторію в ТЮБИТАК. Лабораторія була приватизована в 1996 році. Після продукту «Akademedia», випущеного в 1998 році, було розроблене освітнє програмне забезпечення під брендом «Вітамін». В наступні роки з'явилися продукти серії «KidsPlus». Компанія присутня на китайському, малазійському, американському і британському ринках. Крім того, вона проводить свої дослідницькі роботи у галузі освіти виключно у відповідності до 6-ї Рамкової програми ЄС. Також розробляє програми електронного навчання для таких установ, як КЕС, Союз банків Туреччини, Секретаріат оборонної промисловості, державних закупівель агентство, Coca-Cola, Migros, Siemens, TTNET т.д.

- CETEL було включено до Calik Enerji і Turk Telekom з 80 % і 20 % акцій, відповідно з 1 червня 2007 року. Станом на 1 жовтня 2007 року, CETEL придбав 76 % акцій Albtelecom. Albtelecom є чинним оператором фіксованого зв'язку в Албанії, яка також має ліцензію GSM.
- Argela-США Tuitalk є частиною марки ARGELA-USA, Inc, американської компанії, зареєстрованої в штаті Делавер із штаб-квартирою в Санта-Кларі, штат Каліфорнія, а також науково-дослідницькими об'єктами в Стамбулі і Анкарі в Туреччині. ARGELA-США є дочірньою компанією ARGELA Технології, Стамбул, Туреччина.

- AssisTT є клієнтами, Call Center корпорацією та дочірньою компанією Turk Telekom (Turk Telekom володіє 100 % акцій). AssisTT була створена в листопаді 2007 року і виконує функції традиційного центру обробки інформації шляхом збору, продажу та маркетингу даних для своїх клієнтів. Компанія надає послуги контакт-центру клієнтам, а не просто є центром обробки викликів. AssisTT є одним із найбільших колл-центр всієї Туреччині і буде надавати послуги не тільки Turk Telekom, але і іншим корпораціям та установам.